# Les Baux-de-Breteuil
Les Baux-de-Breteuil ist eine französische Gemeinde mit 686 Einwohnern (Stand 1. Januar 2022) im Département Eure in der Region Normandie (vor 2016 Haute-Normandie); sie gehört zum Arrondissement Bernay (bis 2017 Évreux) und zum Kanton Breteuil.

## Geographie
Les Baux-de-Breteuil liegt etwa 28 Kilometer westsüdwestlich von Évreux.

### Nachbargemeinden
Umgeben ist Les Baux-de-Breteuil von den Nachbargemeinden Le Fidelaire im Norden, Le Lesme im Norden und Nordosten, Bémécourt im Osten, Chéronvilliers im Süden und Südwesten, Bois-Arnault im Südwesten, Ambenay im Westen und Südwesten, Neaufles-Auvergny im Westen sowie La Neuve-Lyre im Nordwesten.

## Bevölkerungsentwicklung
| Jahr                       | 1962 | 1968 | 1975 | 1982 | 1990 | 1999 | 2006 | 2014 |
| Einwohner                  | 656  | 529  | 517  | 564  | 561  | 578  | 607  | 669  |
| Quellen: Cassini und INSEE |      |      |      |      |      |      |      |      |

## Sehenswürdigkeiten
- Kirche Saint-Christophe aus dem 13. Jahrhundert
- Priorat Sainte-Suzanne aus dem 12. Jahrhundert